# Resolución 232 del Consejo de Seguridad de las Naciones Unidas
La Resolución 232 del Consejo de Seguridad de las Naciones Unidas, adoptada el 16 de diciembre de 1966, observó con preocupación que los esfuerzos por romper la actividad económica internacional con Rodesia del Sur no había logrado poner fin a la rebelión. El Consejo decidió que todos los Estados miembros impedirían la importación de asbesto, mineral de hierro, cromo, arrabio, azúcar, tabaco, cobre o productos animales que se hubieran originado en Rodesia del Sur. Asimismo, también impedirían las actividades de cualquiera de sus nacionales encaminadas a promover la exportación de estas mercancías o la importación de armas, municiones de todo tipo, aeronaves militares, vehículos y equipos militares, materiales para la fabricación y mantenimiento de armas y municiones junto con un total embargo de petróleo y productos derivados del petróleo, con excepción de los contratos otorgados antes de esta resolución.
El Consejo también reafirmó los derechos inalienables del pueblo de Rodesia del Sur a la libertad y la independencia y reconoció la legitimidad de su lucha.
La resolución fue adoptada con 11 votos contra ninguno; la República Popular de Bulgaria, Francia, Malí y la Unión Soviética se abstuvieron.